# Einde (Roermond)
Einde is een gehucht in de Nederlandse gemeente Roermond. Het ligt in het westen van de voormalige gemeente Swalmen en is sinds 2007 een gehucht binnen Roermond. Het ligt ten oosten van de Asseltse Plassen, ten noorden van Asselt.
Eind heet de doorgaande straat door Einde, die Asselt met Wieler verbindt. Langs deze weg liggen de weinige bebouwing en een camping met restaurant. In het noorden liggen parkeerplaatsen aan het water, bedoeld voor watersportliefhebbers die vooral in de zomermaanden veelvuldig van de Maasplassen gebruikmaken.